# Frank Medlicott
Sir Frank Medlicott, britanski general in politik, * 1903, † 1972.